# HD142415
HD142415 — одиночна  зірка в південному сузір’ї Косинець, розташована поруч із південним кордоном сузір’я з Південним Трикутником і менш ніж на один градус на захід від NGC 6025. З видимою візуальною величиною 7,33  вона надто слабка, щоб її можна було побачити неозброєним оком. Відстань до цієї зірки 116 світлових років від Сонця на основі паралакса, але воно дрейфує ближче з радіальною швидкістю −12 км/с. Це кандидат на членство у відкритому скупченні зірок NGC 1901. 
Це звичайна зірка головної послідовності типу G із зоряною класифікацією G1V. Датсон та ін. ідентифікували його як сонячного близнюка. (2012), що означає, що його фізичні властивості дуже схожі на сонячні.  Він має на 10% більшу масу, ніж Сонце, але лише на 3% більший радіус. Зірка оцінюється в 1,6  мільярдів років і обертається з прогнозованою швидкістю обертання 4,2 км/с. Його фотосфера випромінює в 1,16 рази більше світності, ніж Сонце, при ефективній температурі 5869 К. 
На даний момент відомо, що зірка має одну планету під назвою HD 142415 b. Це було виявлено за допомогою методу радіальної швидкості та оголошено в 2004 році. Орбітальний період становить трохи більше року, що ускладнило визначення ексцентриситету орбіти через недостатню вибірку на частині орбіти в поєднанні з тремтінням. Автори вирішили встановити значення ексцентриситету до 0,5, хоча рішення в діапазоні 0,2–0,8 були б однаково ймовірними. 
| Планета (по порядку віддалення від зорі) | Маса     | Радіус | Велика піввісь (а.о.) | Орбітальний період (діб) | Нахил орбіти (°) | Ексцентриситет орбіти | Кіл-ть супутників |
| ---------------------------------------- | -------- | ------ | --------------------- | ------------------------ | ---------------- | --------------------- | ----------------- |
| b                                        | >1.62 MJ | ?      | 1.05                  | 386.3 ± 1.6              | ?                | 0.5(fixed)            | ?                 |